# Haute vallée de l'Aude
La haute vallée de l'Aude est une vallée des Pyrénées françaises située sur les départements de l'Aude, des Pyrénées-Orientales et de l'Ariège, en région Occitanie.
Formée par le fleuve Aude, la vallée commence en amont de la ville de Limoux si on remonte le fleuve, là où le lit majeur se fait plus étroit à cause des reliefs de moyenne montagne des Pyrénées. Contrairement à la basse vallée de l'Aude, la haute vallée de l'Aude est étroite, voire très étroite, avec de nombreuses gorges comme les gorges de la Pierre-Lys, les gorges de Saint-Georges et les gorges de l'Aude.
La partie initiale de l'Aude, située en Capcir dans les Pyrénées-Orientales, est peu étroite car la vallée correspond alors à une vallée glaciaire. Elle se resserre nettement dès qu'elle entre dans le département de l'Aude.
C'est aussi un site naturel classé Natura 2000.

## Géographie
La haute vallée de l'Aude se situe dans la vallée du cours supérieur de l'Aude, de sa source en Capcir, près du lac des Bouillouses (Pyrénées-Orientales) à Limoux (Aude).

### Accès routiers
À partir d'Axat, l'accès routier principal s'effectue par la RD 118. On accède aussi à la haute vallèe depuis les cimes du Donezan et à la bonne saison par le port de Pailhères (2 001 m), depuis le Conflens par le col de Jau, et depuis la vallée de la Têt par le col de la Quillane (1 713 m).

### Sites et localités
- En Capcir (Pyrénées-Orientales) :

Les Angles et sa station de ski, Matemale et son lac de barrage, Formiguères, grotte de Fontrabiouse, Puyvalador, son lac de barrage et sa station de ski.
- En Donezan (Ariège) :

Carcanières, Quérigut, le barrage de Noubals, Rouze avec les châteaux de Quérigut et Usson, la station de ski de Mijanès...
- Dans l'Aude :

Escouloubre, Axat et les gorges de Saint-Georges, Quillan avec, venant d'Axat, le défilé de Pierre Lys, Limoux, vallée de l'Aiguette, vallée du Rébenty...

## Histoire

### Fief cathare
Au XIIIe siècle, le pays de Sault et la haute vallée furent tardivement mais directement impliqués dans la croisade royale contre l'hérésie cathare. La puissante forteresse constituée par le château de Niort-de-Sault devint le refuge de nombreux Parfaits, car la famille de Niort était plus ou moins acquise à la cause cathare depuis le mariage de Guillaume de Niort avec Esclarmonde de Montréal-Laurac.
Géraud de Niort, l'aîné de Guillaume et d'Esclarmonde, retourna sa veste à de nombreuses reprises pour préserver ses acquis. Il participa avec ses frères, Bernard-Othon de Niort, Guillaume Bernard et Raymond, dit de Roquefeuil, à la bataille de Muret en 1213, aux côtés des Croisés, mais aussi à celle de Verfeil, dans les rangs adverses. En 1240, Géraud fit sa soumission au roi de France à Peyrepertuse et, en preuve de bonne volonté, livra tous les châteaux de sa famille. En théorie, Louis IX se devait de les restituer, au moins en partie aux Niort, si le légat du Pape les réconciliait avec l'Église. Mais le roi voulait en finir avec ces puissants et dangereux seigneurs et confisqua au profit de la couronne tous les châteaux. Les Niort étaient devenus des Faydits.
Cependant, les habitants du pays de Sault, par fidélité à leurs seigneurs, se soulevèrent (un fils de Géraud, Guillaume de Niort, parcouru l'ancienne vicomté et tenta une invasion, aidé par son oncle, le roi d'Aragon). Et les Niort restèrent dans leur nid d'aigle, jusqu'à l'été 1255. À cette date, Louis IX envoya ses armées à Niort-de-Sault et, après un rude siège, la famille capitula. À la fin du siège, le roi ordonna la destruction des nombreux points fortifiés du pays et en 1256, après le décès de Géraud de Niort à Escouloubre, Saint-Louis ordonne au sénéchal Pierre d’Auteuil de mettre la main définitivement sur tous les biens de la famille de Niort.

### Territoire propice aux Maquisards
Un maquis de Résistance est formé dans les environs de Quérigut par Jean Robert et Faïta, il est rejoint en juin 1944 par Marcel Taillandier, chef de l’Armée secrète toulousaine. La haute vallée est aussi un terrain de repli du maquis de Picaussel après son attaque en août. Enfin de nombreux passages seront réalisés vers l’Espagne.

### Menace sur les services publics
Après les fermetures successives de plusieurs services publics, la population s'est particulièrement mobilisée en juin 2019 contre l'hypothèse de fermeture Service mobile d'urgence et de réanimation (SMUR)  de Quillan.

## Économie

### Hydroélectricité
La haute vallée de l'Aude compte une production hydroélectrique conséquente, répartie sur sept centrales hydroélectriques alimentées par des barrages (principalement Matemale, Puyvalador et Noubals) ou des captages.

### Viticulture - œnologie
D'une importance majeure  pour l'économie et l'emploi de cette partie du département, la production de vins effervescents blanquette de Limoux et crémant de Limoux et d'un vin calme Limoux (AOC) contribuent à la renommée du pays. La haute vallée est aussi dans la zone viticole d'indication géographique protégée de vin de la Haute-vallée-de-l'aude (IGP) sans que pour autant l'implantation soit effective dans les nombreuses communes concernées.

### Thermalisme
Si les thermes d'Alet-les-Bains réputées pour les maladies digestives et le traitements de l'obésité sont aujourd'hui fermées après de nombreuses vicissitudes mais sans qu'un avenir possible ne soit définitivement enterré en 2018, seules les eaux anti-rhumatismales de Rennes-les Bains incarnent le thermalisme dans la haute-vallée de l'Aude. Autrefois, les villages d'Escouloubre, de Carcanières et d'Usson-les-Bains (ce dernier sur la commune de Rouze) dans le Donezan ariégeois ont exploité des sources chaudes sulfurées-sodiques d'origine granitique. Un rapport du BRGM sur le potentiel thermal de l'Ariège publié en 1984 déclarait que ces sources, non polluées, pouvaient être dignes d'intérêt pour une relance thermale.

## Activités sportives

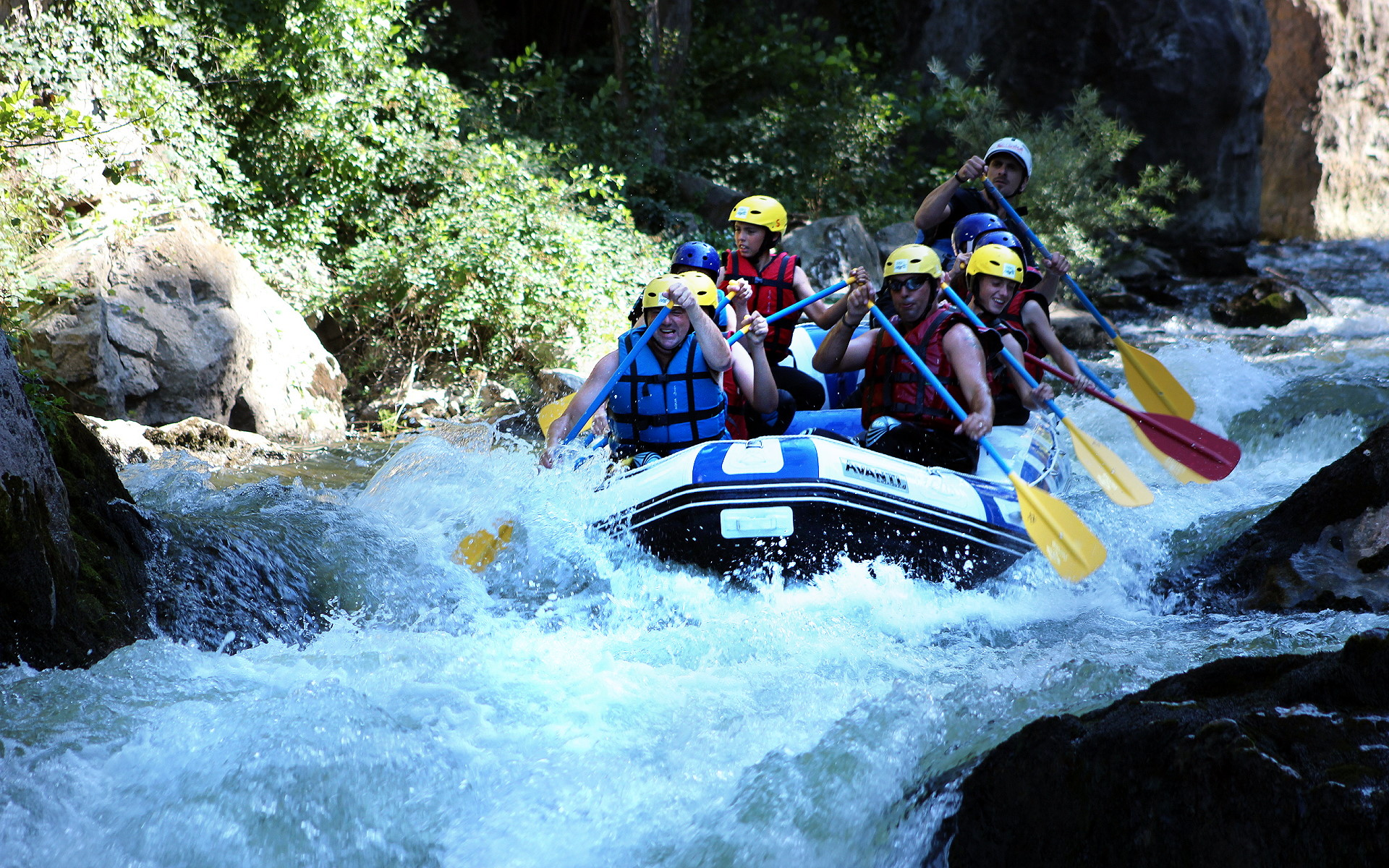
Rafting dans les gorges de la Pierre-Lys.

Le Tour de France a souvent traversé la haute vallée notamment pour des arrivées à Ax-les-Thermes.
Randonnées pédestres, ski de piste, ski de fond, parapente, rafting, canoë-kayak, escalade, canyoning.